# Portulan
Pour les articles homonymes, voir Portolan.

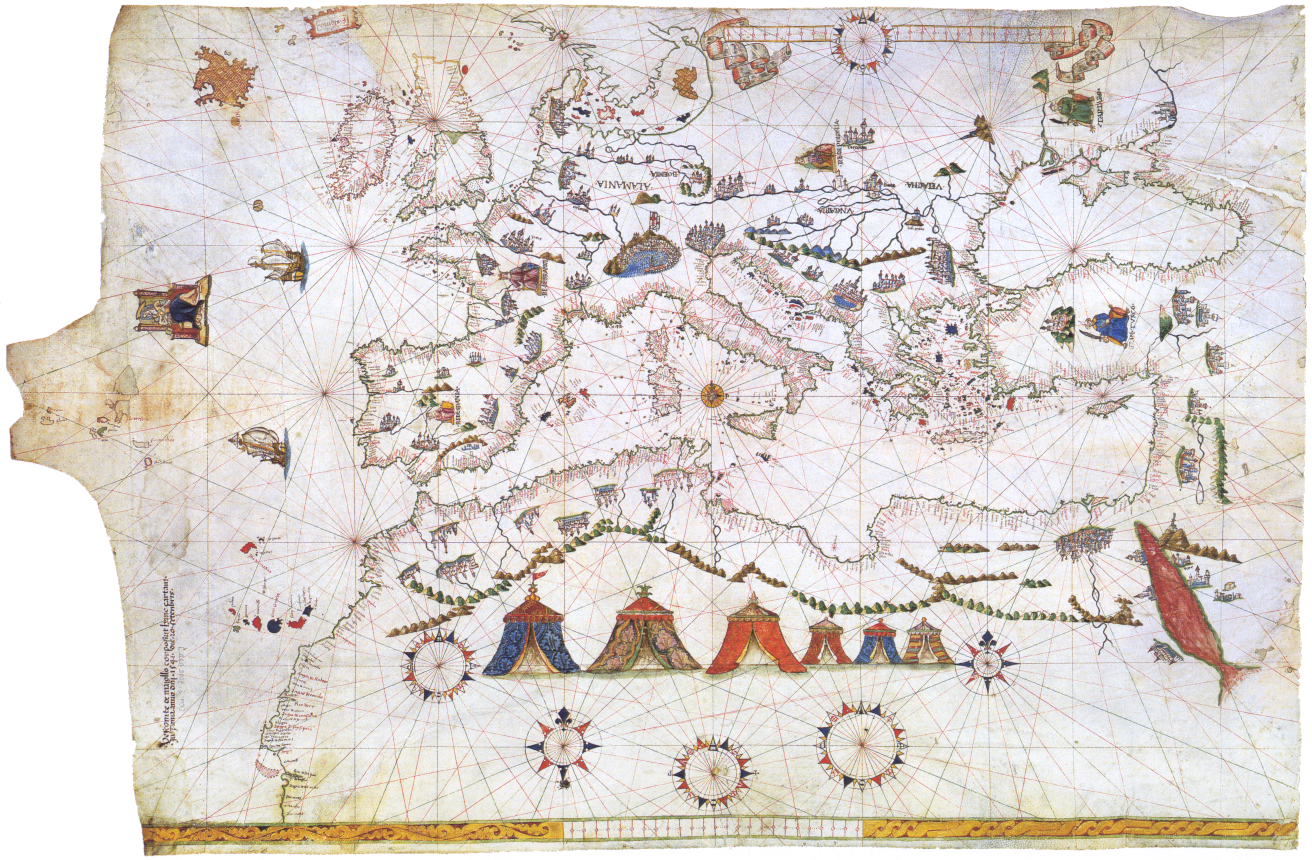
Un portulan de 1541.

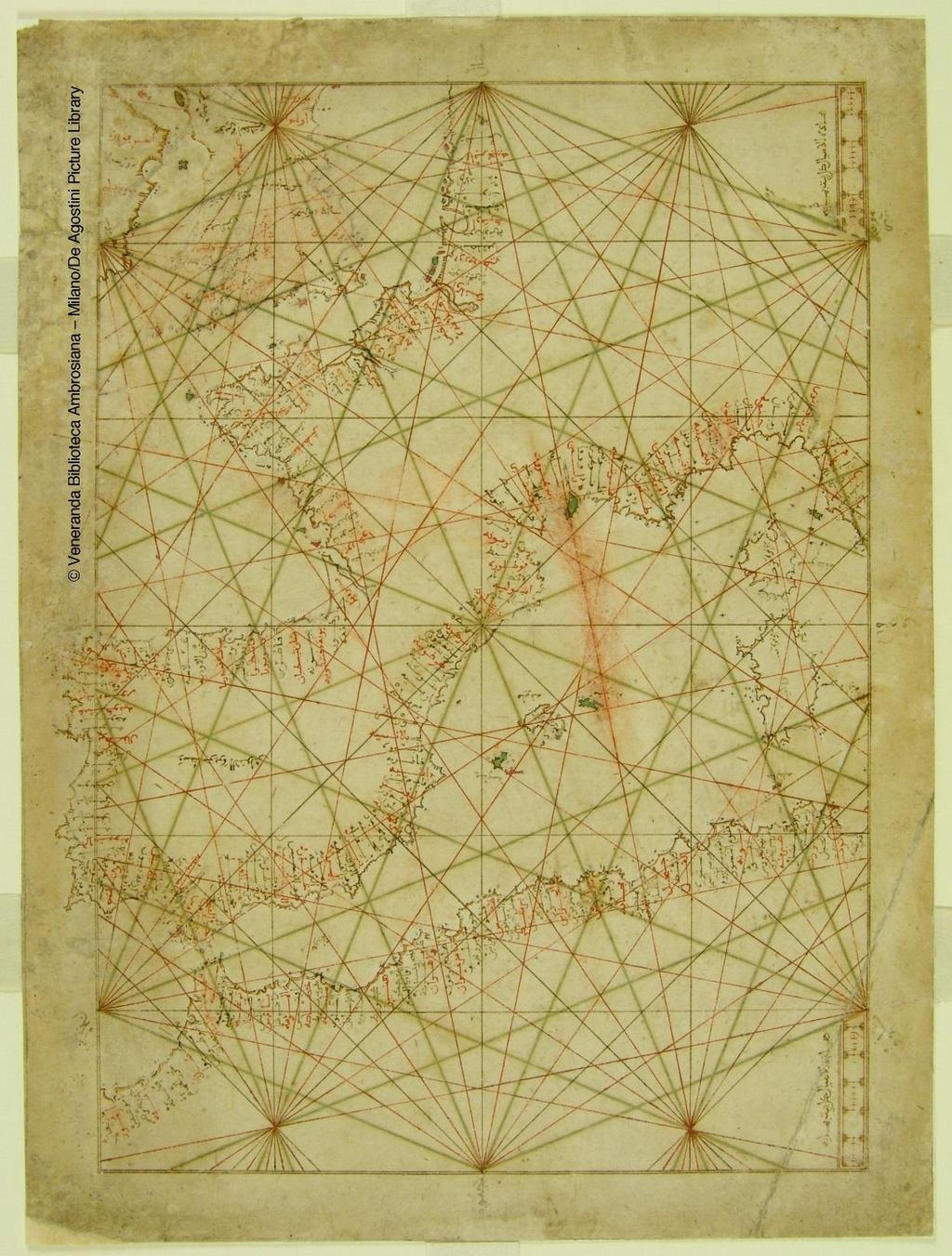
Carte-portulan anonyme originaire du Maghreb, fabriqué en papier au début du XIVe siècle ; il s'agit de l'un des plus vieux portulans découverts.

Un portulan, ou carte-portulan, (de l'italien portolano, livre d’instructions nautiques), aussi appelé « carte à rhumbs », est une sorte de carte de navigation, utilisée du XIIIe au XVIIIe siècle, servant essentiellement à repérer les ports et connaître les dangers qui peuvent les entourer : courants, hauts-fonds... Les portulans se distinguent par deux caractères graphiques spécifiques : les lignes de vents ou de rhumb qui colorent et quadrillent les surfaces marines, l'alignement perpendiculaire au trait de côte des noms de lieux (havres et ports colorés différemment selon leur importance). Des roses des vents permettent en outre de repérer la route et de déterminer le cap à suivre.
Au premier abord, ces cartes peuvent paraître incompréhensibles aux non-initiés car le portulan est réalisé comme une toile d’araignée (entrelacs de lignes vertes et rouges). Elle se construit de seize lignes de rhumb, de roses des vents, de seize points nodaux et de seize aires de vents de 22.3°. Cela forme des parallélogrammes, des carrés et des rectangles. Ces tracés forment ce qu'on appelle alors un marteloire (de l'italien, mar : la mer et teloio : la toile).
Peut-on voir dans cette construction des méridiens et des parallèles ? Cela semble peu probable car les marins italiens de la fin du XIIIe siècle et du XIVe siècle n’ont pas encore connaissance d’un quelconque système de coordonnées, système qui ne sera redécouvert qu’avec la récupération de la Géographie de Ptolémée. C'est cette absence qui fait le charme et l'originalité de ces cartes, construites sans système de projection, pourtant supposé nécessaire pour tout passage d'une surface sphérique (la Terre) à sa représentation plane.
À l'époque, il existait deux types de portulans, le premier, peut-être plus grossièrement dessiné, dépourvu de décoration et de fioriture, sert aux marins pour se repérer et naviguer en sécurité en mer Méditerranée. Le deuxième type, plus connu aujourd'hui car de nombreux exemplaires en sont encore conservés (notamment à la Bibliothèque nationale de France) est un objet d'art, richement décoré, prisé des collectionneurs et des cours royales. Ces portulans sont en effet le symbole d'une connaissance approfondie des mers et du pouvoir commercial et naval d'un royaume ou autre pouvoir de l'époque. D'ailleurs, à l'époque des Grandes découvertes, ils sont considérés par les royaumes du Portugal et d'Espagne comme des secrets d'État, notamment à partir du traité de Tordesillas établi en 1494. Ils disparaissent au XVIIIe siècle, qui voit le développement d'innovations techniques, notamment l'horloge de marine, permettant l'élaboration de cartes plus détaillées et surtout plus précises.
L'établissement de ces cartes nautiques est basé sur le mode de navigation par cabotage : le bateau se déplace à cette époque à proximité des côtes, ce qui permet d'effectuer une série de mesures visuelles, en fonction du cap, et de les annoter (pour les navigateurs suivants). Un portulan est fondé sur des observations et des relevés faits avec des outils assez élémentaires : la boussole, le sextant et l'alidade. C'est d'ailleurs l'invention de la boussole qui place désormais le nord en haut des cartes, les cartes théologiques du Moyen Âge plaçant généralement l'orient en haut de la carte (lieu présumé du paradis terrestre). Il s'agit évidemment du nord magnétique et non pas du nord géographique.
Les premiers portulans sont remarquables par leur précision. En effet, la Carte Pisane, considérée comme l'un des premiers portulans, ne déforme la mer Méditerranée que d'un seul degré par rapport à la réalité, soit environ 90 kilomètres. Aujourd'hui encore les chercheurs ignorent l'origine exacte des cartes-portulans, certains hésitent entre un apport de la civilisation islamique tandis que d'autres pensent plutôt à une origine européenne,.

## Histoire

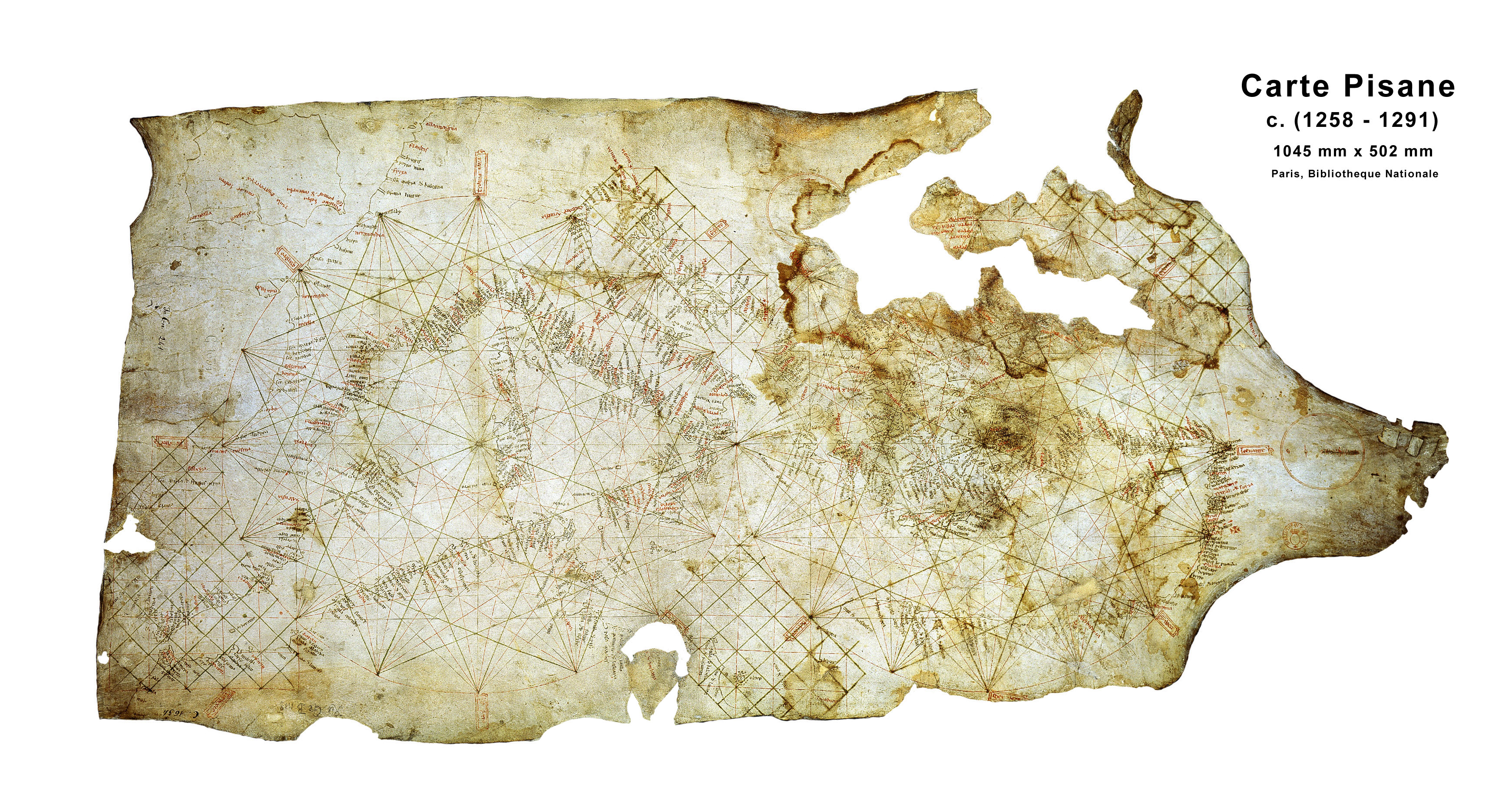
Carta Pisana, le premier portulan, créé en 1290..

La plus ancienne carte nautique dite « portulan » daterait de 1290 ; il s'agit de la Carta Pisana tracée peut-être à Gênes, conservée au Département des cartes et plans de la Bibliothèque nationale de France : elle apparaît en Méditerranée à l'époque des croisades, caractérisée par des échanges intenses entre l'Orient et l'Occident. En effet, les marins italiens, notamment génois, pisans et vénitiens commercent à travers toute la Méditerranée et ressentent rapidement le besoin d'une carte pour se diriger facilement d'un port à un autre. Ils ne peuvent utiliser les cartes théologiques, appelées cartes en T, pensées par l'Eglise catholique de cette époque. Ces dernières, loin d'être des représentations exactes du monde, ne peuvent convenir à la navigation. C'est ce besoin d'une cartographie empirique et réaliste qui entraîne la création du portulan. Vient en second un portulan de 1296 dans une charte napolitaine. Le cartographe Angelino Dulcert, de l'école majorquine de cartographie, fort réputée à cette époque, en a réalisé un en 1339.
Les marins, grâce à de savants calculs et aux lignes de rhumbs qui coupent les portulans, peuvent donner un cap à suivre à leur navire. Toutefois, ces cartes sont dépourvues de graticule (réseau de parallèles et de méridiens) et ne permettent donc pas au navigateur qui la possède de connaître sa position précise. Au début du XVe siècle, un événement majeur va faire évoluer la conception de ces cartes : Manuel Chrysoloras de Florence traduit un manuscrit et l’offre au pape Alexandre VI : c’est la redécouverte de la Géographie de Ptolémée. Cet ouvrage deviendra même, avec la Bible, l’un des premiers livres imprimés. En 1535, il est traduit en français. Ce traité de géographie antique stimule la recherche et l’envie de posséder une cartographie aussi précise que possible.
Toutefois, le paradoxe de cette redécouverte, c’est qu’elle est à la fois un stimulant et un frein à cette recherche cartographique. Par exemple, Fra Mauro, moine de Venise, dont la mappemonde peut encore s’admirer à la bibliothèque Marciana, montre les limites de sa confiance dans les calculs et les hypothèses de Ptolémée: « Je ne crois pas tout ce que dit Ptolémée ». En effet, alors que la Carte Pisane avait presque parfaitement représenté la mer Méditerranée en longitude, le retour à une conception ptoléméenne la distord d’un excès de 20°. C’est une régression quant aux calculs des dimensions terrestres. La cartographie ptoléméenne est alors mise à jour, complétée, rectifiée, révisée mais jamais abandonnée car elle apporte un principe essentiel et dont les cartes portulans étaient démunies jusqu’alors : le principe d’un mode de calcul du « point », indispensable à la construction d’une carte. Cette recherche d’une projection adéquate est un véritable stimulant dans la construction des portulans.
En 1511, Bernardus Sylvanus tente de concilier portulan et « projection ptoléméenne » (basée sur le principe que tout point d'une carte est caractérisé par une latitude et une longitude). Cependant, le portulan ne peut adopter n’importe quelle projection, car l’usage nautique fait que le navigateur doit pouvoir tracer sa route sur la carte : il lui faut une carte où la loxodromie soit une droite. Gerardus Mercator, scientifique hollandais, en 1569, répond à ces attentes en réalisant un chef-d'œuvre : une carte où il combine le savoir empirique des cartes-portulans, fondées sur le cap et la durée de navigation et la connaissance des scientifiques grecs de l'Antiquité, à savoir la division de la surface terrestre en longitude et latitude. C'est la naissance de la projection de Mercator, encore utilisée aujourd'hui par les marins du monde entier.
Aux conventions purement cartographiques du XIIIe siècle se sont progressivement ajoutées des évocations pittoresques, de la faune, de la flore, des peuples ou des modes d'habitation et de navigation, dues à des artistes (peintres, enlumineurs) qui invitent à la découverte d'un ailleurs et leur confèrent une dimension encyclopédique. Les cartes portulans passent de statut d'outil de navigation à celui d'objet d'art et de connaissance.
Cartes manuscrites essentiellement d'apparat, elles deviennent  imprimées à partir du XVIe siècle qui voit leur commercialisation, notamment, assurée par les Hollandais, à Anvers et Amsterdam, haut lieu de l'imprimerie (grâce à des hommes tels que Christophe Plantin) et du commerce maritime.
Les cartes portulans disparaîtront progressivement au cours des XVIIe et XVIIIe siècles.

## Inventaire des portulans en France
Un programme national de recherches inauguré en janvier 2010 a pour but de localiser, d'identifier, de signaler et de numériser la centaine de portulans conservés dans les bibliothèques, archives et musées français.

## Portulans célèbres
- Carte d'Avignon, XIIIe siècle  (Archives départementales du Vaucluse) ;
- Carta Pisana, XIIIe siècle (France, Bibliothèque nationale) ;
- Portulan d'Angélino Dulcert, 1339 (France, Bibliothèque nationale) ;
- Portulan de Pascal Roiz, 1632 (musée de Dinan) ;
- Portulan médicéen, 1351 (Florence, bibliothèque Laurentienne) ;
- Atlas de Pinelli–Walckenaer, fin du XIVe siècle (Londres, British Library) ;
- Atlas Corbitis, fin du XVe siècle (Venise, Bibliotheca Marciana) ;
- Planisphère de King-Hamy, 1502 (San Marino, bibliothèque Huntington) ;
- Portulan de Pietro Coppo, 1528, (France, Bibliothèque nationale).

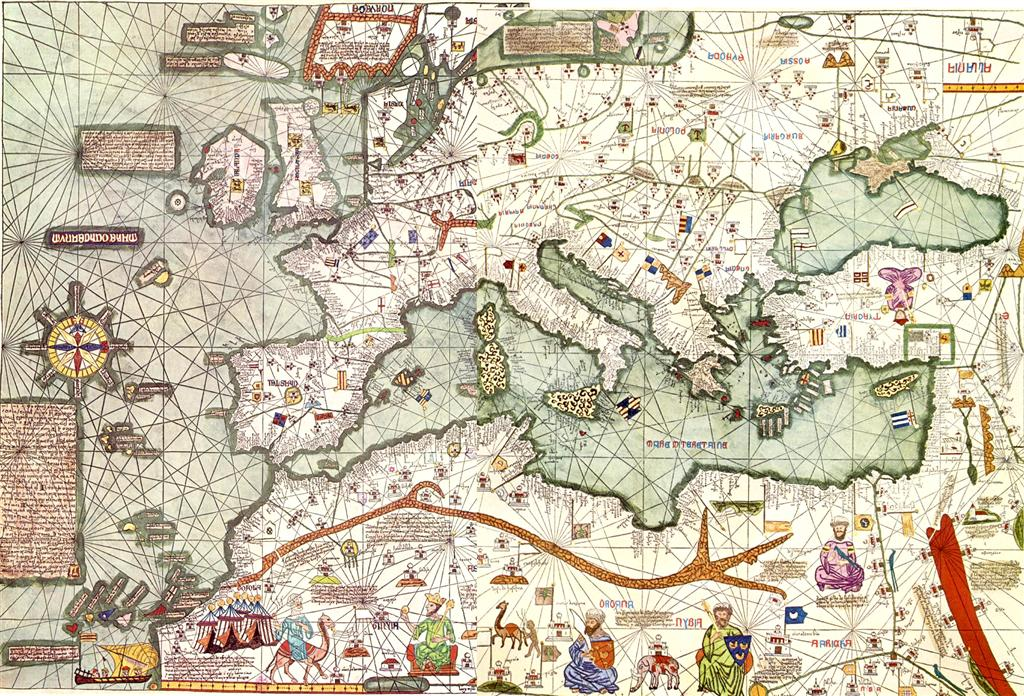
Atlas catalan (1375)
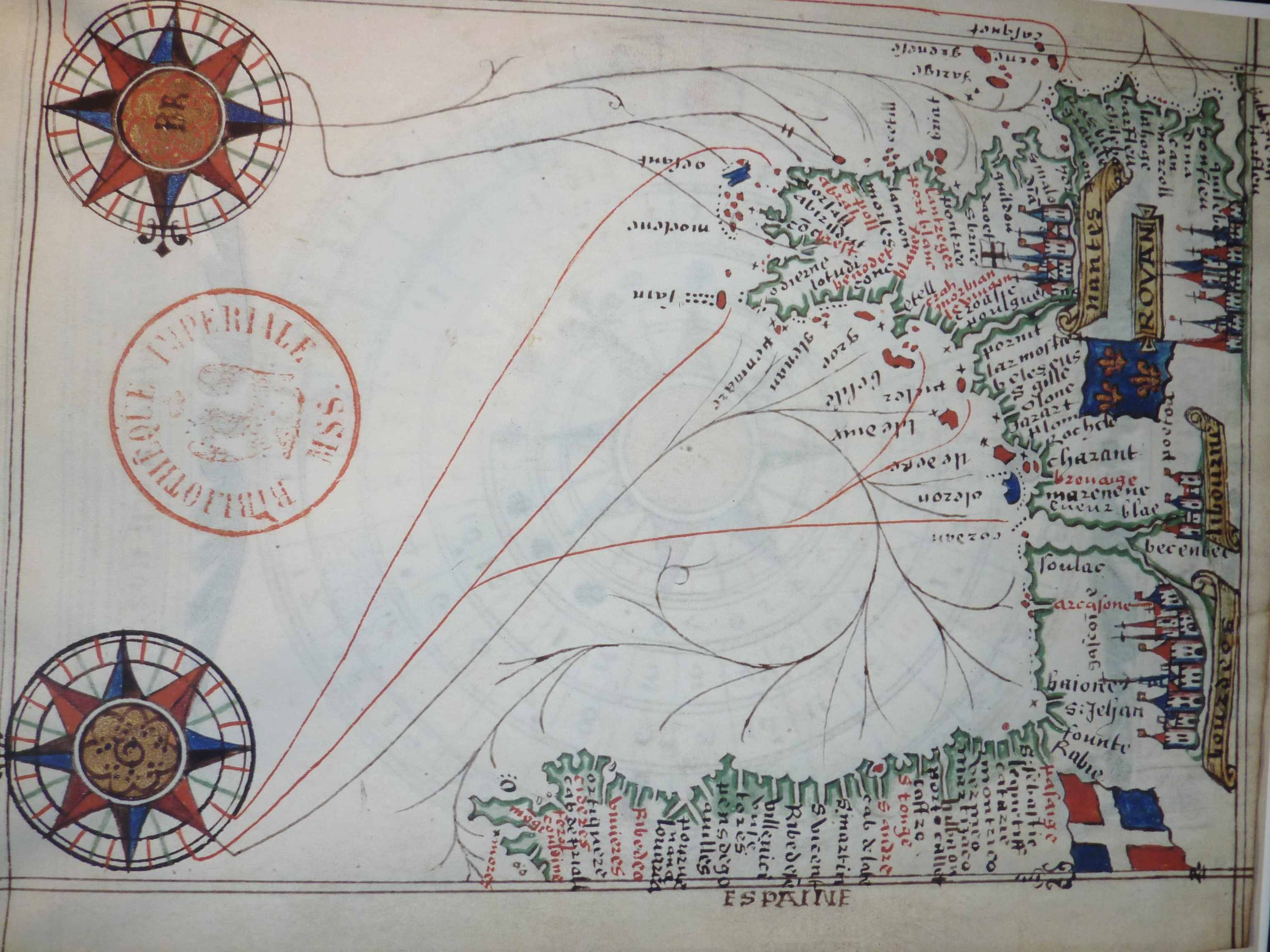
Portulan de Guillaume Brouscon (1548)
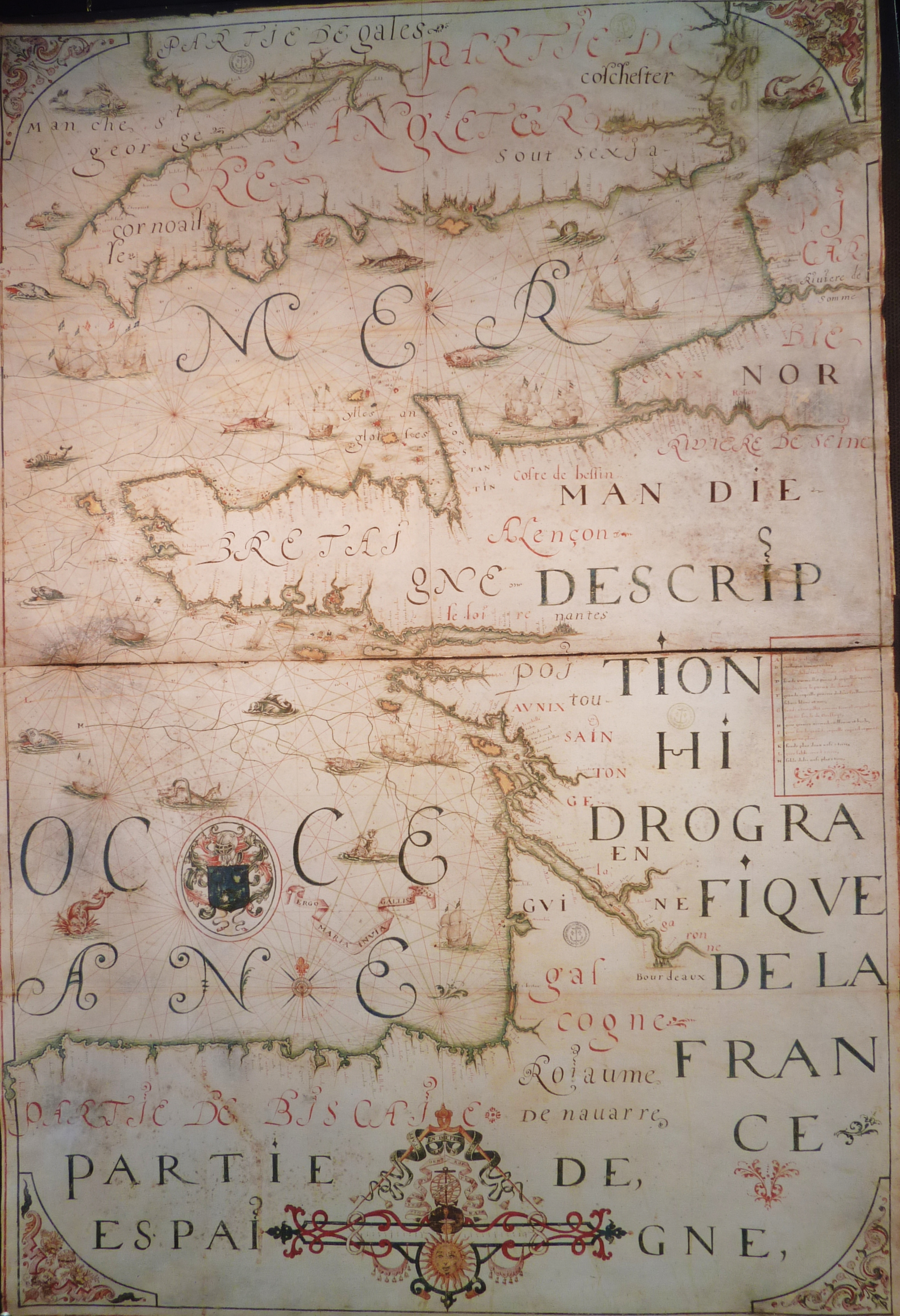
Portulan de Jean Guérard (1627)